# Renee Nele
Pour les articles homonymes, voir Nele.
Fille du peintre et fondateur de la Documenta de Kassel, Arnold Bode, Renee Nele, née le 15 mars 1932 à Berlin (Allemagne), est une sculptrice et plasticienne allemande s'étant fait connaître sous ce nom.
Elle est connue pour son travail d'orfèvrerie et ses sculptures en métal de grand format.

## Biographie
Renee Nele naît à Berlin, issue de l'union de Marie-Louise (1908-1989) et d'Arnold Bode (1900-1977). Elle commence sa carrière dans les années 1950 en tant qu'étudiante à Londres (Central School of Art and Design (en)), Paris et Berlin. Elle participe à la Documenta II, organisée par son père en 1959. Ayant rejoint l'Internationale situationniste au début de 1960, dans l'orbite du groupe de peintres allemands Spur (Trace) dont elle est alors proche, elle en est exclue avec l'ensemble du groupe en février 1962.

## Sélection d'œuvres

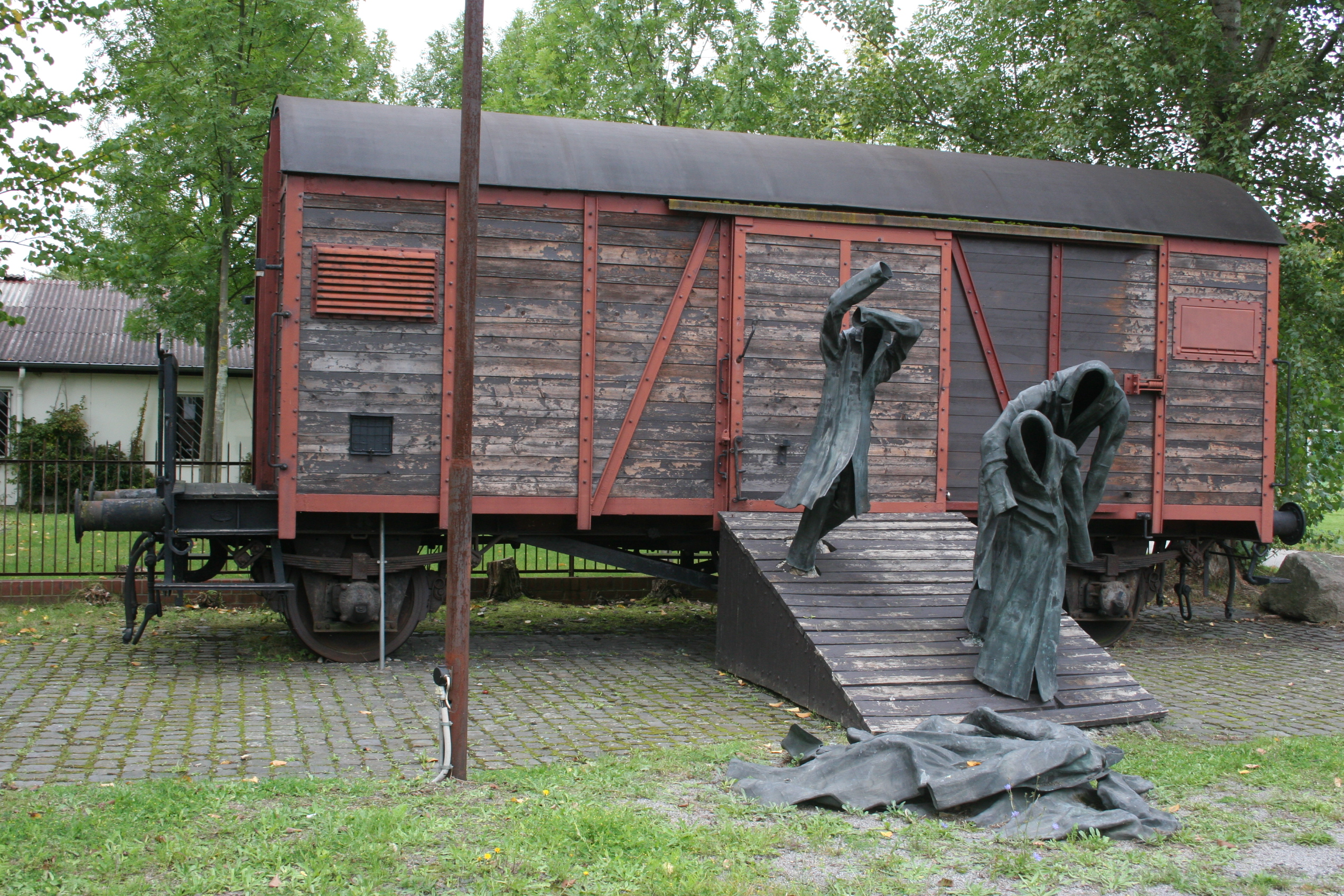
Mémorial de l'Holocauste Die Rampe, Kassel
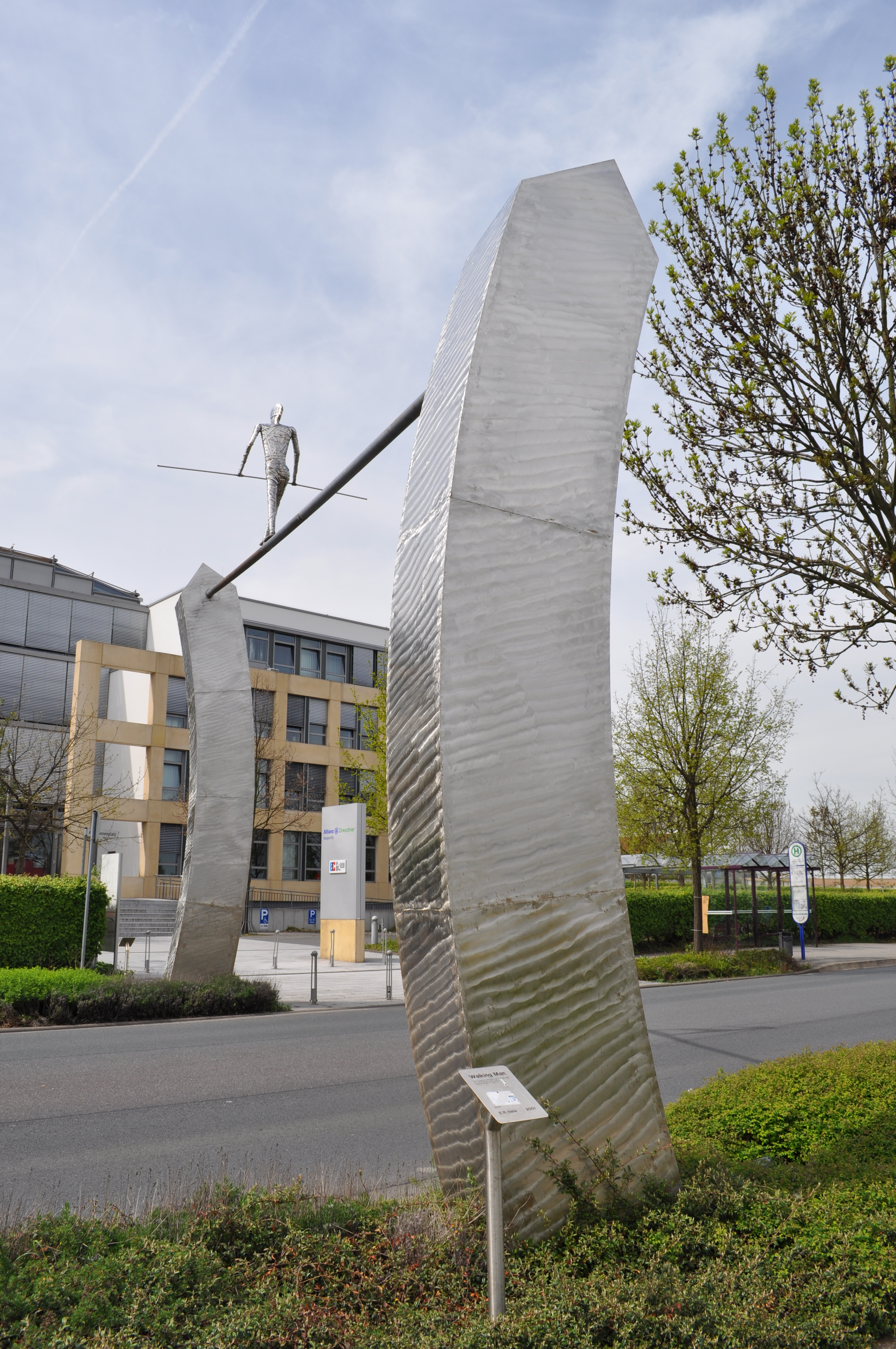
Walking Men, Dortelweil (de), Hausen (Francfort)
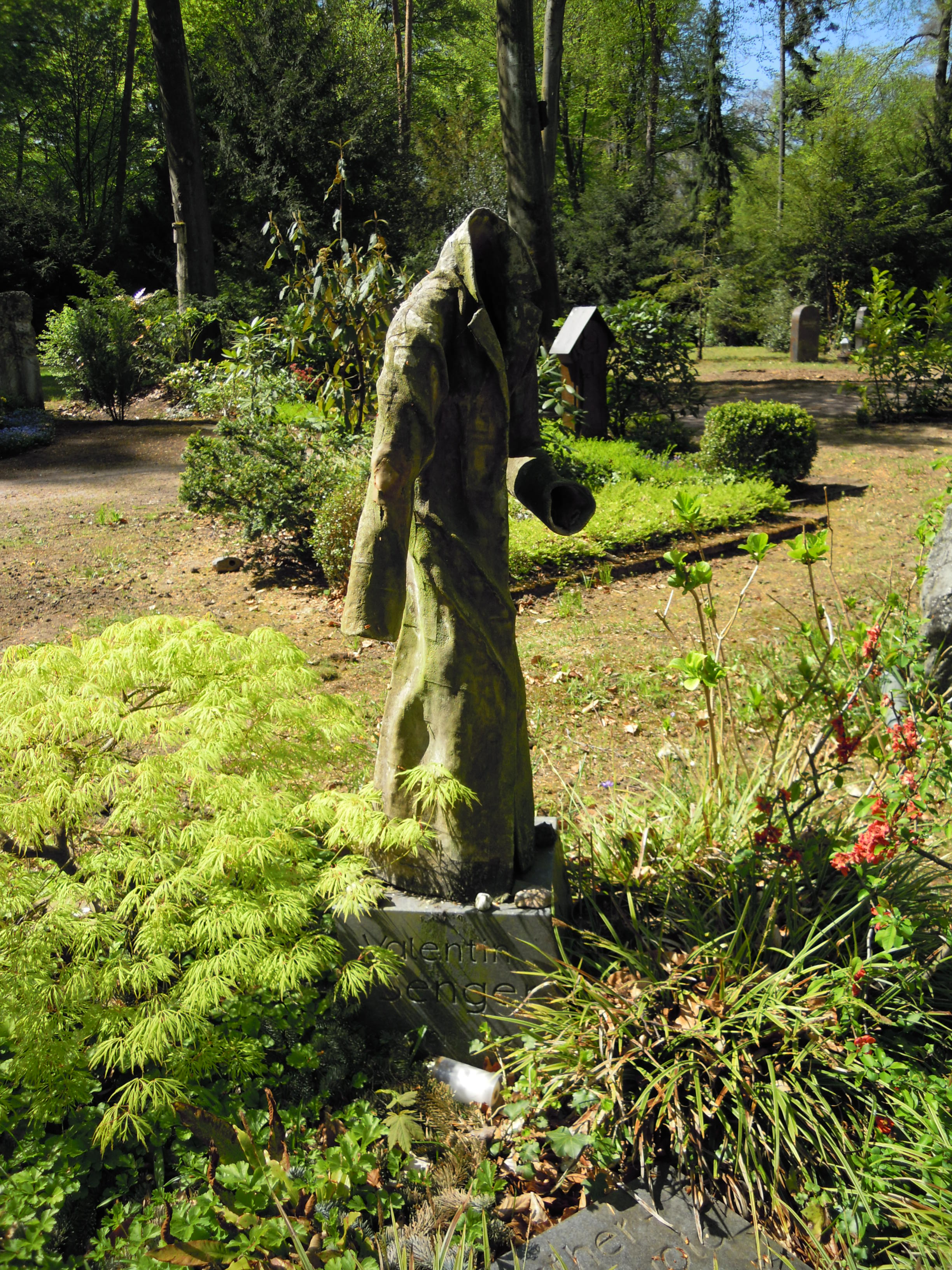
Waldfriedhof de Francfort-Oberrad, tombe de Valentin Senger (de)
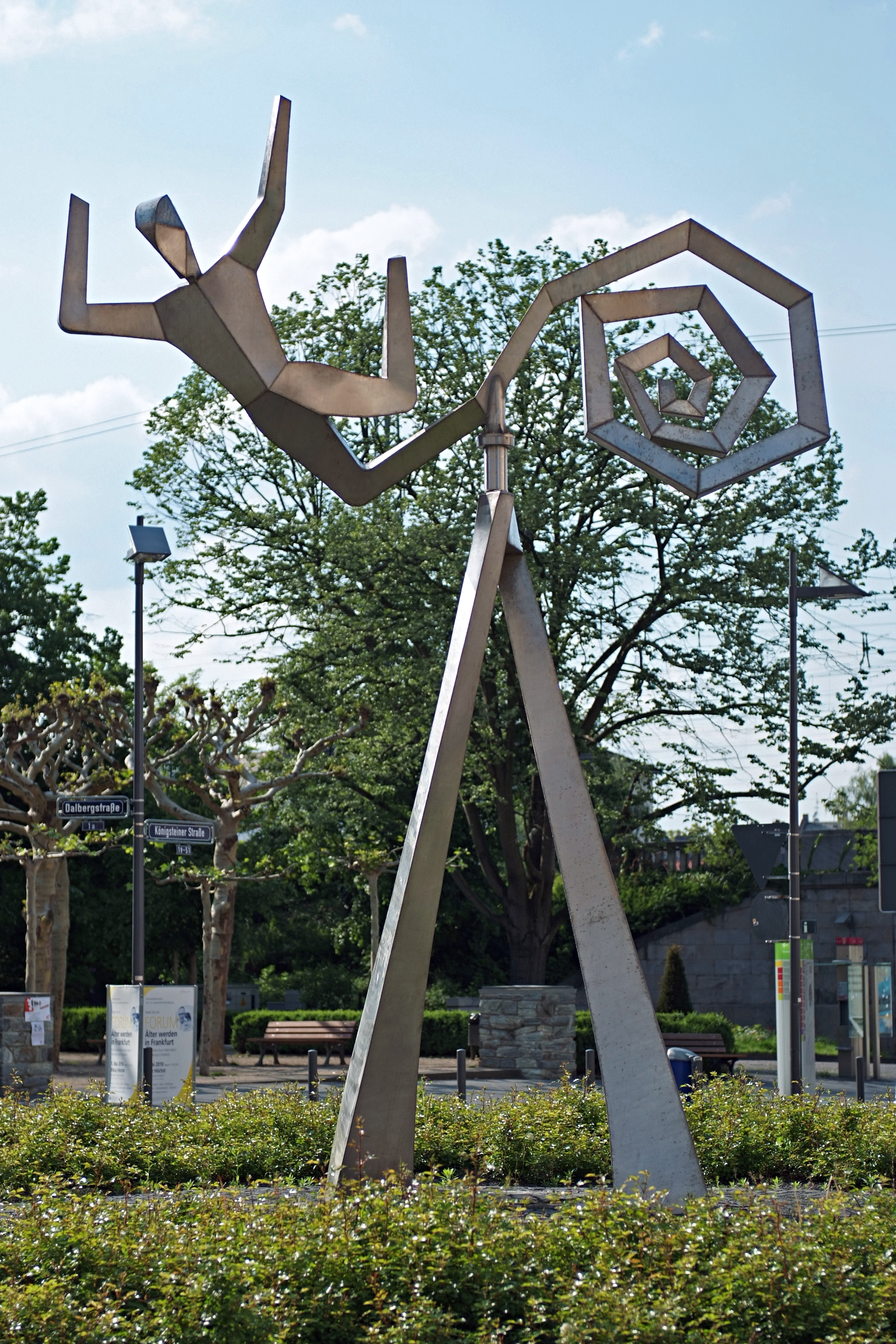
Windsbraut (de), Höchst (Francfort)